# Молодой коммунар (газета, Тула)
«Молодой коммунар» — тульская областная газета, издается с 5 декабря 1925 года.
С 1991 года — независимая общественно-политическая газета, издаваемая ООО «МОЛОДОЙ И К» (100 % частный капитал журналистов).
Выходит два раза в неделю: вторник (формат А3 на 16 полосах) и пятница (формат А3 с цветными вкладками на 40—56 полосах). Тираж 20—35 тысяч экз.

## Главные редакторы
Первый редактор — Вознесенский Николай Алексеевич. В последующие годы редакцию возглавляли:
- Мосолов М. А (1925—1930)
- Егоров К. Я. (1938—1939)
- Шальнев Г. К. (1939—1941)
- Играев А. В. (1952—1954)
- Исаев С. В. (1955—1958)
- Волков Е. П. (1960—1964)
- Маркова Е. М. (1964—1971)
- Чубаров В. И. (1971—1972)
- Возбранный В. В. (1972—1976)
- Овчаренко А. И. (1976—1985)
- Ермаков Александр Гелиодорович (1985—1987; 2000—2010)
- Играев Борис Анатольевич (1987—1988; 1990—1993)
- Леонова Ольга Васильевна (1988—1990)
- Кошелькова Татьяна Георгиевна (1990—1993)
- Дрыгас Алексей Станиславович (1993—2000)
- Леонов Константин Николаевич (2000 — 2018)
- Березовская Юлия Борисовна (2018 — 2024)

## Известные сотрудники
- Андрей Коровин — поэт, бард, куратор Литературного салона Булгаковский дом (Москва)[1]
- Ирина Парамонова — историк, краевед, писатель, автор около 20 книг по истории Тулы и тульского края XVIII-XX вв.
- Олег Хафизов — российский писатель, сценарист[2]

## Достижения
В советские годы становилась победителем различных творческих конкурсов, проводимых ЦК ВЛКСМ, Союзом журналистов СССР, Союзом писателей России, занесена в Книгу комсомольской славы ВЛКСМ, удостаивалась наград Президиума Верховного Совета России, ВДНХ СССР.
С 1991 года «Молодой коммунар» — неоднократный победитель творческих конкурсов, проводимых Союзом журналистов в рамках Всероссийских фестивалей «Вся Россия». В 2001 и 2002 годах становилась победителем Всероссийского конкурса «Золотой гонг» в номинации «Лучшая региональная ежедневная газета года». «МK» — единственное тульское издание, занесённое в историческую книгу Союза журналистов России «300 лет — 300 газет».

## Интернет-сайт
Интернет-сайт «Молодого коммунара» работает с 2006 года. С апреля 2010 года — это электронная версия издания и информационное агентство: новости Тулы и Тульской области. Ежедневная новостная лента «Молодого коммунара» — это порядка 30 информационных сообщений. На сайте есть раздел бесплатных частных объявлений.